# قلعه سوئه‌موری (ولایت نوتو)
قلعه سوئه‌موری (به ژاپنی: 末森城) یک قلعه ژاپنی در دوره موروماچی بود که در شهرستان هاکوی، ایشیکاوا، استان ایشیکاوا، ژاپن قرار داشت. در سال ۱۵۷۷ در پی حمله اوئه‌سوگی کنشین قلعه سقوط کرد. سایتو تومونوبو ملازم کنشین پس از این حمله مدتی صاحب این قلعه بود.